# Can Roca
Can Roca es un barrio de la parte septentrional de Tarrasa, en el distrito 5 o del Pla de Can Roca, cerca del margen izquierdo de la riera de Can Bogunyà (más adelante llamada riera del Palau) y atravesado por los torrentes de Sala y de Pere Parres, tributarios suyos. Tiene una superficie de 0,25 km² y una población de 3.833 habitantes en 2021.
Está limitado al sur por la avenida de Béjar y el Paseo Lluis Muncunill y al este por la calle de Berga. Los límites norte (avenida de Lacetània) y oeste (riera de Can Bogunyà, ronda de Ponent) son más bien imprecisos, ya que es una de las áreas de expansión de la ciudad. Limita con el barrio hermano del Pla del Bon Aire, al suroeste con el de Pueblo Nuevo, y al sur con la Zona Olímpica (o Can Roca I).
En la avenida de Béjar, junto a la avenida del Parlament, se ha construido la estación una nueva estación del Metro de Tarrasa llamada Naciones Unidas, que es la terminal de la línea Barcelona-Vallés de los Ferrocarriles de la Generalidad de Cataluña, llamada en este tramo Metro de Tarrasa. La estación está situada cerca del Parque de Naciones Unidas, del que toma el nombre, que con 30.000 m² es el tercero más grande de la ciudad.

## Equipamientos
Can Roca, es un barrio que cuenta con bastantes equipamientos de los diferentes ámbitos, de educación cuenta con dos propios el CEIP Serra de l’Obac y el IES Can Roca aunque también podríamos considerar del barrio el CEIP Enxaneta y la CEI Coloraines que se encuentran en los límites fronterizos con el barrio de Zona Esportiva, es decir en la Avenida de Béjar. En el ámbito de salud, el barrio tiene un Centro de Atención Primaria (CAP), conocido como CAP Can Roca, que da servicio a este barrio y a los barrios vecinos del Pla del Bonaire, Zona Deportiva y una parte de Poble Nou, Sant Pere Nord y Can Tusell. En lo comunitario el barrio cuenta con un Casal Cívico y un local social de la A.V, el primero situado al lado de los colegios en la C/Alcoy y el segundo al norte del barrio en la Plaza de San Eloy. Por último en el ámbito deportivo, el barrio no cuenta con ningún equipamiento propio, debido a la cercanía con la Zona Olímpica y con el polideportivo del Pla del Bonaire, pero cabe destacar que la mayoría de gente en el barrio utiliza las instalaciones deportivas de Bonaire, y en lo futbolístico la barriada de San Eloy (ahora dentro de Can Roca) contó durante años con un campo de fútbol de tierra, que fue destruido para construir las casas más al sur del barrio, así que cabe destacar que la población joven del barrio utiliza con bastante frecuencia el Campo de fútbol del Pla del Bonaire, que se encuentra al lado de Can Roca, y también cabe decir este con mucha menos frecuencia pero muy cercano al barrio, es el Campo del complejo de Les Palmeras situado al norte de la Zona Deportiva.

## Historia
A finales de la década de 1960 se creó una cooperativa de trabajadores de la empresa AEG que edificó un bloque de pisos en esta parte del norte de la ciudad, el llano de Can Roca, una zona atravesada por tres torrentes. En un comienzo la barriada se conoció como los pisos de Sant Eloi pero más adelante adoptó la denominación del caserío que da nombre a una extensa área de la ciudad, situado al sur de este barrio.
En 1978 los residentes de los pisos de Sant Eloi y casas e pequeños pisos ubicados cerca de la Zona Deportiva entre los límites con la actual Zona Olímpica, se unieron formando así la asociación de vecinos de Can Roca para tratar de encontrar soluciones a la degradación del barrio.
A finales de los 90 al sur de la Av. Béjar hasta el Estadio Olímpico se comenzó a construir otro barrio, conocida como Can Roca I (o Zona Olímpica). Más tarde a principios de los años 2000 se construye la zona más nueva del barrio, entre los pisos de San Eloy (ahora agrupado dentro de Can Roca) y los pisos de Bonaire. Esa nueva zona era conocida como Can Roca II, para diferenciarla del sector Can Roca I (o Zona Olímpica).
El Plà del Can Roca, es uno de los sectores que más grandes ha crecido de la ciudad, ya que este sector consta de tres barrios; Can Roca (San Eloy y los nuevos pisos de Naciones Unidas), Bon Aire (terrenos de la antigua Masía de Can Roca) y la Zona Olímpica.
Hoy en día es un barrio que experimenta un fuerte crecimiento, con la construcción constante de pisos en dirección al Pla del Bon Aire (antes separado un buen trecho de Can Roca, y hoy sin solución de continuidad) y hacia el norte y el oeste.
Actualmente, el barrio también es conocido por la gran certidumbre de escuelas que hay, como por ejemplo; La Escuela Enxaneta; la guardería Coloraines, el IES Can Roca, y el Serra de l’Obac pero  también hay más colegios en el barrio, como el Instituto-Escuela Pere Viver que está en la barriada vecina del Pla del Bon Aire.
Respecto a la Asociación de Vecin@s, se ha intensificado mucho la relación con la AVV de Pla del Bon Aire, con el que se organizan la mayoría de actividades del barrio y más.
- Datos: Q19255718